# Kōsuke Hagino
Kōsuke Hagino (jap. 萩野公介 Hagino Kōsuke; ur. 15 sierpnia 1994 w Tochigi) – japoński pływak, złoty medalista igrzysk olimpijskich w 2016 roku.
W 2011 roku, podczas Mistrzostw świata juniorów w Limie wywalczył pięć medali. Złoty medal wywalczył w konkurencji 200 m stylem zmiennym, srebrny medal zdobył na dystansie 200 m stylem grzbietowym oraz w sztafecie sztafecie 4 x 100 m stylem zmiennym, a brązowy medal – na 400 m stylem zmiennym i 100 m stylem grzbietowym.
Na igrzyskach olimpijskich w Londynie w 2012 roku na dystansie 400 m stylem zmiennym zdobył brązowy medal. Hagino brał udział również na 200 m stylem zmiennym, zajmując 5. miejsce. 
Podczas igrzysk olimpijskich w 2016 roku został mistrzem olimpijskim na dystansie 400 m stylem zmiennym. Zdobył także srebrny medal na 200 m tym samym stylem. Płynął także w sztafecie japońskiej, która w konkurencji 4 × 200 m stylem dowolnym wywalczyła brąz.
Hagino jest rekordzistą Azji na 400 m stylem zmiennym, a wynik ten ustanowił w Londynie w trakcie igrzysk olimpijskich. W finale olimpijskim w Rio de Janeiro poprawił rekord Azji, uzyskując czas 4:06,05. 
W 2017 roku na mistrzostwach świata w Budapeszcie wywalczył srebrny medal w konkurencji 200 m stylem zmiennym, uzyskawszy czas 1:56,01. Na dystansie dwukrotnie dłuższym był szósty z czasem 4:12,65. Hagino płynął także w sztafecie 4 × 200 m stylem dowolnym, która zajęła piąte miejsce. 
W sierpniu tego samego roku podczas letniej uniwersjady w Tajpej zdobył pięć medali: dwa złote na 200 metrów stylem zmiennym i 4 x 200 metrów stylem dowolnym, dwa srebrne na 100 metrów stylem grzbietowym i 400 metrów stylem zmiennym oraz jeden brązowy w sztafecie 4 x 100 metrów stylem zmiennym. Pobił rekord uniwersjady na dystansie 200 metrów stylem zmiennym z wynikiem 1:57,35.